# تايرون والاس
تايرون والاس (بالإنجليزية: Tyrone Wallace)‏ مواليد 10 يونيو 1994 في بيكرسفيلد، هو لاعب كرة سلة أمريكي. بدأ مسيرته الاحترافية في سنة 2016. تم اختياره من قبل فريق يوتا جاز خلال الدرافت. يلعب في دوري الرابطة الوطنية لفئة التطوير كلاعب هجوم خلفي. يحمل الرقم 5. يبلغ طوله 6 قدم 5 بوصة (2.0 م).

## روابط خارجية
- تايرون والاس على موقع إن بي أي (الإنجليزية)
- تايرون والاس على موقع سبورتس رفرنس (الإنجليزية)
- تايرون والاس على موقع كرة السلة الأوروبية.كوم (الإنجليزية)
- تايرون والاس على موقع DraftExpress.com (الإنجليزية)
- تايرون والاس على موقع إي إس بي إن.كوم (الإنجليزية)
- تايرون والاس على موقع كلية كرة السلة في سبورتس رفرنس.كوم (الإنجليزية)
- تايرون والاس على موقع ريلجم (الإنجليزية)
- تايرون والاس على موقع بروبوليرز (الإنجليزية)
- تايرون والاس على موقع سبورتس رفرنس (الإنجليزية)